# Stanisława Tarnawiecka
Stanisława Tarnawiecka z domu Schwarz, secundo voto Ramułt (ur. 9 kwietnia 1864 we Lwowie, zm. 10 października 1923 w Bykowcach) – polska właścicielka ziemska, działaczka społeczna.

## Życiorys

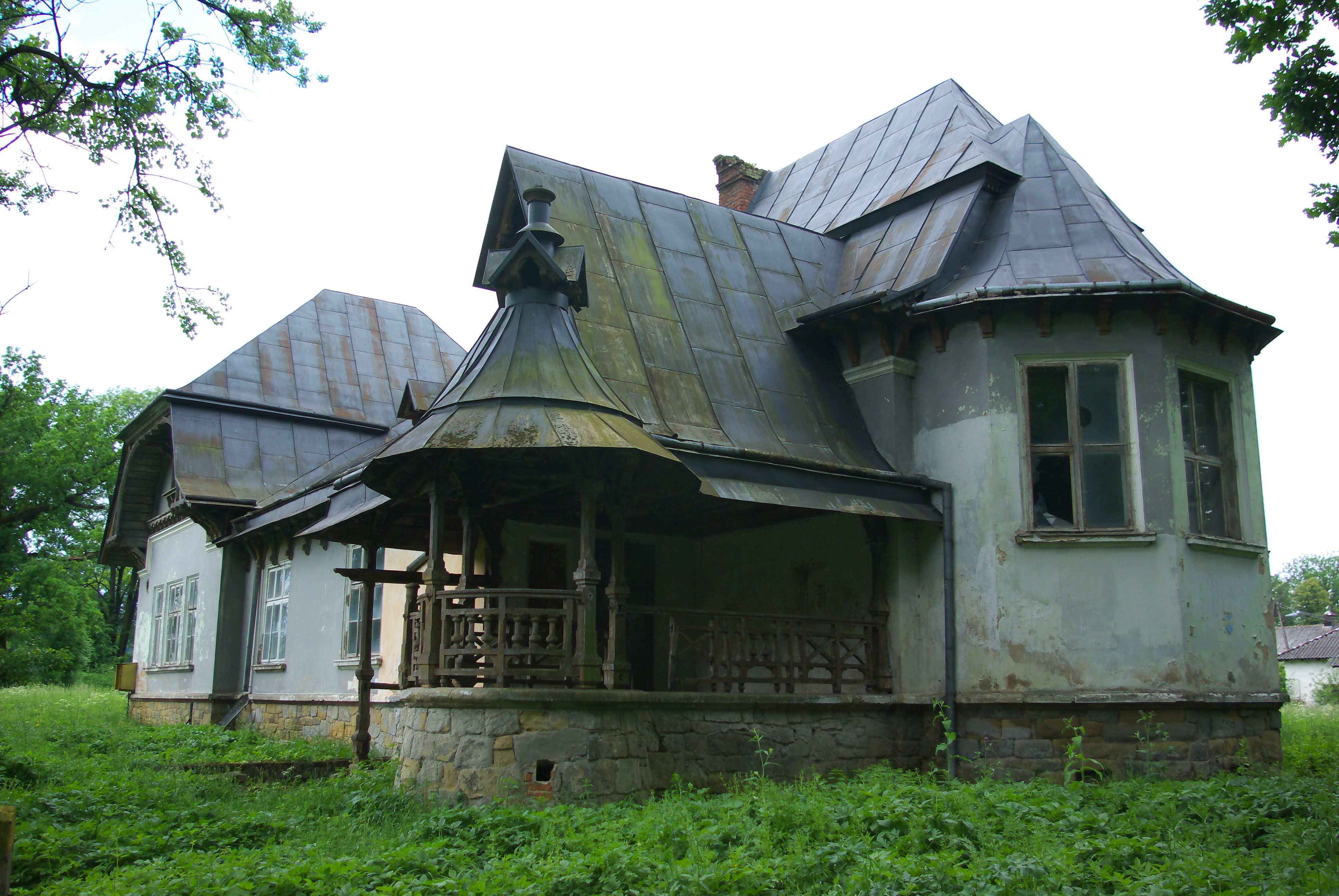
Dwór w Bykowcach

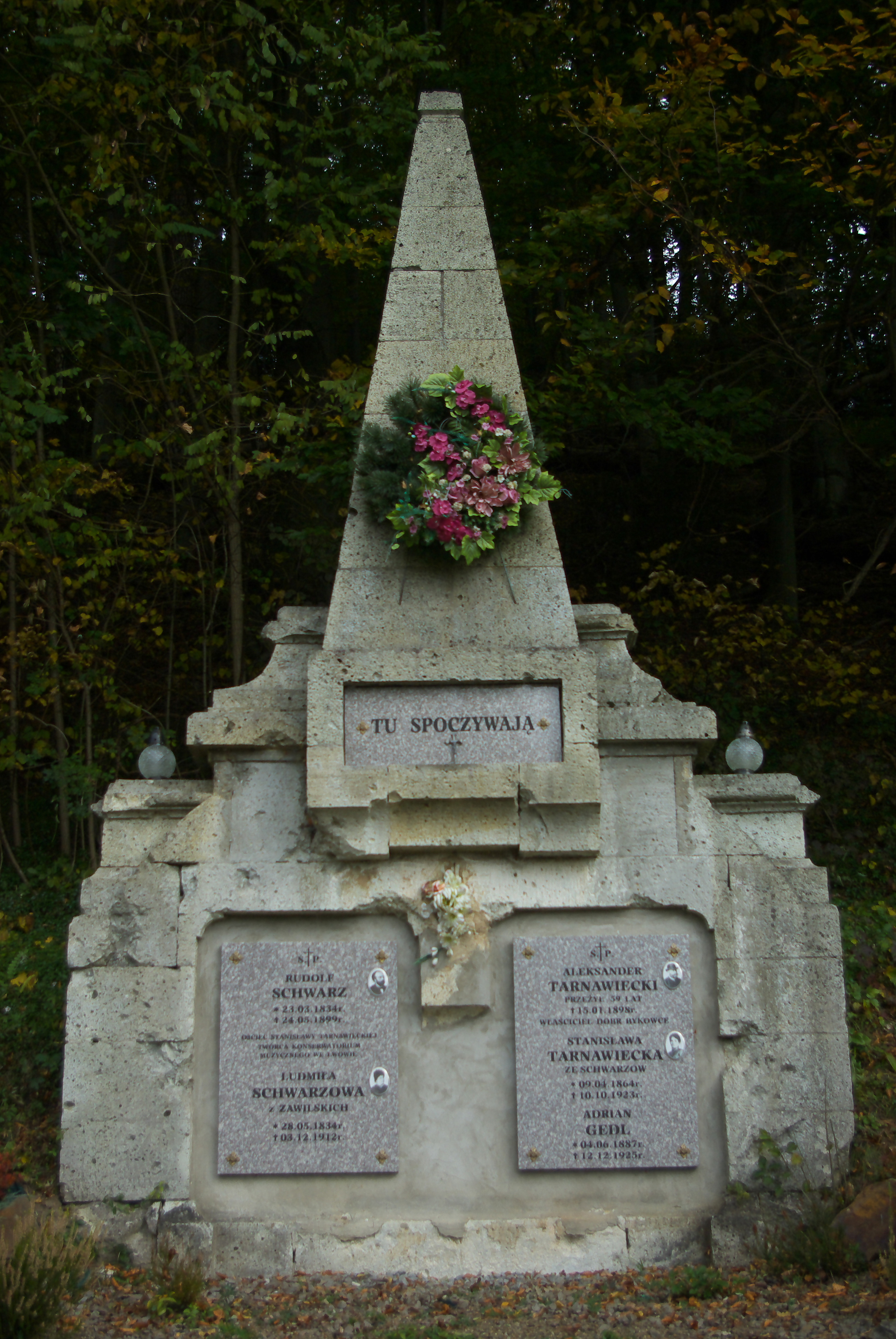
Grobowiec rodzinny Tarnawieckich i Schwarzów

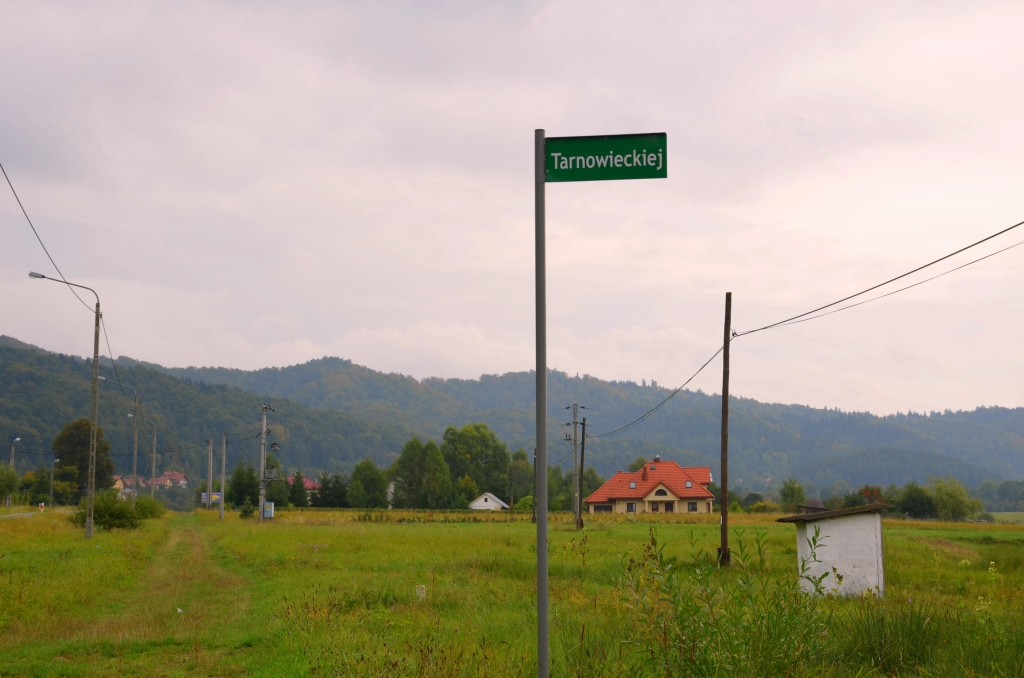
Ulica Stanisławy Tarnawieckiej w Bykowcach

Urodziła się 9 kwietnia 1864 we Lwowie. Wywodziła się z rodziny pochodzenia niemieckiego. Była córką Rudolfa Schwarza (1834-1899, kupiec i muzyk pochodzenia niemieckiego, dyrektor Galicyjskiego Towarzystwa Muzycznego i Konserwatorium Lwowskiego) i Ludmiły z domu Zawilskiej (1834-1912). Miała dwie siostry: Marię (zamężna z lekarzem dr. Władysławem Gedlem, babka Marka Gedla) i Ludmiłę (śpiewaczka i nauczycielka śpiewu znana w Paryżu jako Lody Palasara). Wychowywała się w domu we Lwowie przy ulicy Teatralnej, przepełnionym muzyką (jego ojciec organizował tam tzw. niedzielne „poranki muzyczne”, z czasem słynne w całym Lwowie) i atmosferą patriotyzmu.
Podczas powstania styczniowego w 1863 jej rodzice działali w organizacji i pomocy na rzecz insurekcji, a dom Schwarzów, położony w ścisłym centrum Lwowa i dysponującym alternatywnymi przejściami w inne ulice i zabudowania, służył za miejsce spotkań i narad spiskowców (bywali tam Edmund Różycki, Karol Różycki, Jan Stella-Sawicki, Michał Heydenreich, Romuald Traugutt, Milewski, Mieczysław Romanowski). W mieszkaniu wyrabiano i składowano amunicję, ukrywano poszukiwanych powstańców.
Jej pierwszym mężem był Aleksander Tarnawiecki, właściciel dóbr, w tym wsi Bykowce, zmarły w 1898 w wieku 59 lat. Odziedziczyła po nim dobra ziemskie w Bykowcach, których była właścicielką przez wiele kolejnych lat do kożca istnienia zaboru austriackiego (1918). Ponadto, według stanu z 1897 była właścicielką wsi Hołuczków. Po odzyskaniu niepodległości przez Polskę pozostawała właścicielką Bykowiec jeszcze w latach 20. XX wieku. Na początku XX wieku rodzina właścicieli wybudowała budynek dworski na fundamentach poprzedniego dworku (najprawdopodobniej z XVIII wieku).
Stanisława Tarnawiecka działała społecznie. W 1889 przystąpiła do Towarzystwa im. Stanisława Staszica we Lwowie w charakterze członka wspierającego. Należała do sanockiego oddziału Towarzystwa Pszczelniczo-Ogrodniczego. Była przewodniczącą komitetu organizacyjnego wystawę pszczelniczo-ogrodniczą wraz z wystawią drobiu i królików trwającą w Sanoku od 28 września 1905. 24 listopada 1905 została wybrana do zarządu kółek rolniczych powiatu sanockiego. Na przełomie lipca i sierpnia 1911 zasiadła w radzie nadzorczej Domu Handlowo-Przemysłowego w Sanoku. Przekazała areał na rzecz Towarzystwa Szkoły Ludowej z przeznaczeniem na powstanie szkoły uczącej w języku polskim, która została wybudowana w 1912. W Bykowcach opiekowała się szkołą ludową. Należała do Towarzystwa Upiększania Miasta Sanoka. W 1911 podarowała kilkadziesiąt krzewów ozdobnych, które zasadzono w części im. Fryderyka Szopena parku miejskiego w Sanoku.
Po wybuchu I wojny światowej od 14 września 1914 wraz z bliskimi przebywał w Cilli. Podczas wojny została wybrana przewodniczącą założonego 5 marca 1916 Koła Ligi Kobiet Miasta Sanoka, liczącego ok. 170 aktywistek, działających społecznie, głównie na rzecz opieki nad rannymi legionistami oraz rodzinami. W czasie wojny założyła w Sanoku herbaciarnię, przy obsłudze której pracowała Emilia Słuszkiewicz, córka Michała. Po odzyskaniu przez Polskę niepodległości pod koniec grudnia 1918 została wybrana członkinią Naczelnego Zarządu zjednoczonej Liga Kobiet Polskich. Po odzyskaniu przez Polskę niepodległości z inicjatywy Ligi Kobiet w sanockiej kamienicy Pawła Biedki przy ul Jagiellońskiej 4 działał „Sklep Przemysłu Domowego”.
W swoim domu przechowywała pamiątki i dokumenty z działalności rodziców w czasie powstania styczniowego. W majątku Stanisławy Tarnawieckiej w Bykowcach zmarli jej rodzice Rudolf w 1899 i Ludmiła w 1912. Jako wdowa 2 lutego 1919 Stanisława Tarnawiecka poślubiła architekta i wdowca Ludwika Baldwin-Ramułta (1857-1929; świadkami na ich ślubie byli Stanisław Obertyński i Mieczysław Strzelbicki). Pozostawała właścicielką Bykowiec po odzyskaniu przez Polskę niepodległości w pierwszych latach istnienia II Rzeczypospolitej w latach 20. XX wieku. Zmarła 10 października 1923 w Bykowcach na udar mózgu. Została pochowana na tamtejszym cmentarzu w grobowcu familijnym 13 października 1923.
W Bykowcach została ustanowiona ulica Stanisławy Tarnawieckiej, wiodąca od drogi krajowej nr 28 w stronę południową do zabudowań dworskich. Po latach we wsi zostało założone Stowarzyszenie Rozwoju Wsi Bykowce „Moja Wieś” im. Stanisławy Tarnawieckiej.